# Wacław Wieczorek
Wacław Wieczorek (ur. 25 września 1958 w Słomnikach; zm. 7 października 2011 w Grodzisku Mazowieckim) – polski pilot samolotowy, wielokrotny mistrz świata i Europy w lataniu precyzyjnym i rajdowym, trzykrotny mistrz Polski.

## Życiorys
Należał do Aeroklubu Krakowskiego. Członek Honorowy Aeroklubu Polskiego. Należał do Polskiego Związku Łowieckiego. Był wieloletnim łowczym Koła Łowieckiego „LOT” przy Zarządzie Okręgowym Ciechanów.
Trzykrotny mistrz Polski (1991, 1996, 1998).
Od wielu lat mieszkał w Grodzisku Mazowieckim.
Zmarł nagle w Grodzisku Mazowieckim 7 października 2011 roku. Został pochowany 12 października 2011, a podczas jego pogrzebu nad lotniskiem oprawę zapewniły samoloty PLL LOT, oraz wojskowe Iskry. Tego samego dnia został pośmiertnie odznaczony Krzyżem Kawalerskim Orderu Odrodzenia Polski.

## Rodzina
Członkowie rodziny:
- Marian Wieczorek – brat, pilot samolotowy
- Krzysztof Wieczorek – brat, pilot samolotowy
- Michał Wieczorek – syn, pilot samolotowy